# Anadyr
Anadyr (em russo:  Ана́дырь, Chukoto: Кагыргын, Kagyrgyn) é uma cidade da Federação Russa e capital, centro administrativo, de Chukotka, a região do extremo nordeste do país. Fica na foz do rio Anadyr, no extremo do promontório  que se destaca do Anadyrskiy Liman (estuário no golfo de Anadyr). A sua longitude é 177°31′E, sendo a cidade mais oriental da Rússia e da Eurásia.

## Dados
- Fundada em 3 de agosto de 1889 com  nome de Novo-Mariinsk
- Renomeada "Anadyr" em 5 de agosto de 1923
- Recebeu "status" de cidade em 12 de janeiro de 1965.
- População: 11.038 (Censo russo 2002)
- Coordenadas: 64º44'N      177º31'L

## Clima
Anadyr é considerada a cidade com mais de dez mil habitantes mais fria do mundo. Oficialmente, como todo o okrug de Chukotka, Anadyr está situado na zona polar do planeta, e apresenta um clima subártico (Dfc da classificação climática internacional de Köppen). Ao longo do ano, a temperatura média é de -5,5 °C, com invernos longos e rigorosos, com intensas nevascas, e os verões são geralmente amenos e ligeiros. Em Anadyr neva nove meses por ano, entre setembro e maio (com maior concentração entre finais de janeiro e início de fevereiro). Não é normal a ocorrência de neve apenas entre junho e agosto, embora o fenômeno possa ocorrer, e de maneira frequente, mesmo nesse período. Por estar situada na zona polar, possuí apenas duas estações definidas, o verão e o inverno, com uma predominância muito maior desta última. Desde 1910, já foram registradas temperaturas abaixo de -5 °C em todos os meses do ano. Em média, o mês mais frio é janeiro, com temperaturas que podem chegar aos -26 °C, e o mês mais quente é julho, quando as temperaturas permanecem, em média, em 11 °C. A menor temperatura já registrada em Anadyr foi de -46,8 °C em 3 de janeiro de 1913, e a maior atingiu 30 °C em 7 de julho de 2010.

## Transportes
Anadyr é um porto importante no Golfo de Anadyr, Mar de Bering. Tem o Aeroporto Anadyr Ugolny que serve várias cidades do extremo leste da Rússia com conexões com Khabarovsk e Moscou. Há voos charter da Bering Air entre Anadyr e Nome, Alasca.

## Pessoas de Anadyr
- Valery Ivanovich Tokarev, cosmonauta, criado em Anadyr
- Roman Abramovich, Oligarca do Petróleo, ex-governador de Chukotka que muito fez pela infraestrutura da cidade.

## Cidade irmã
- Bethel, Estados Unidos [2]

## Imagens

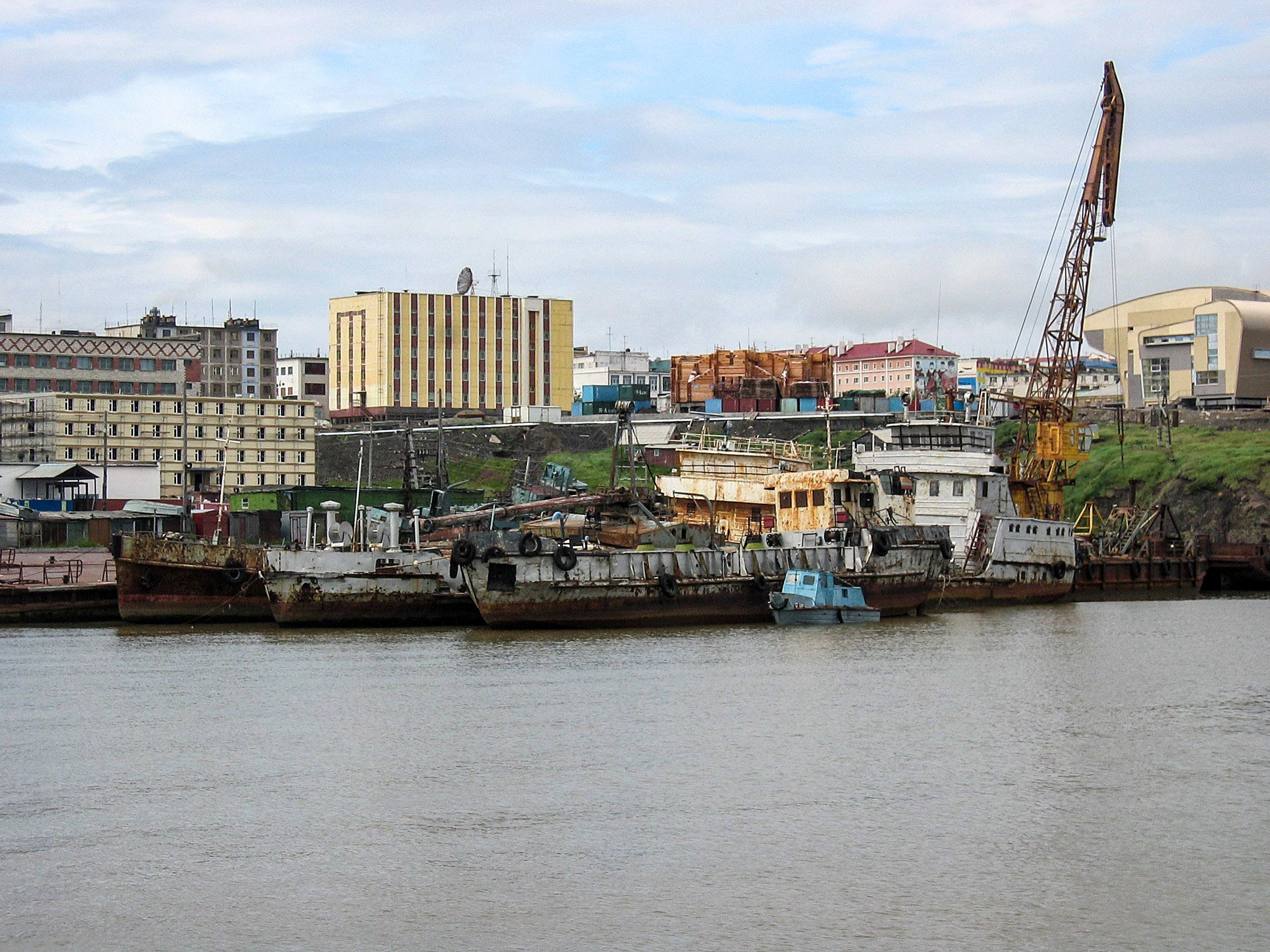
Porto de Anadyr
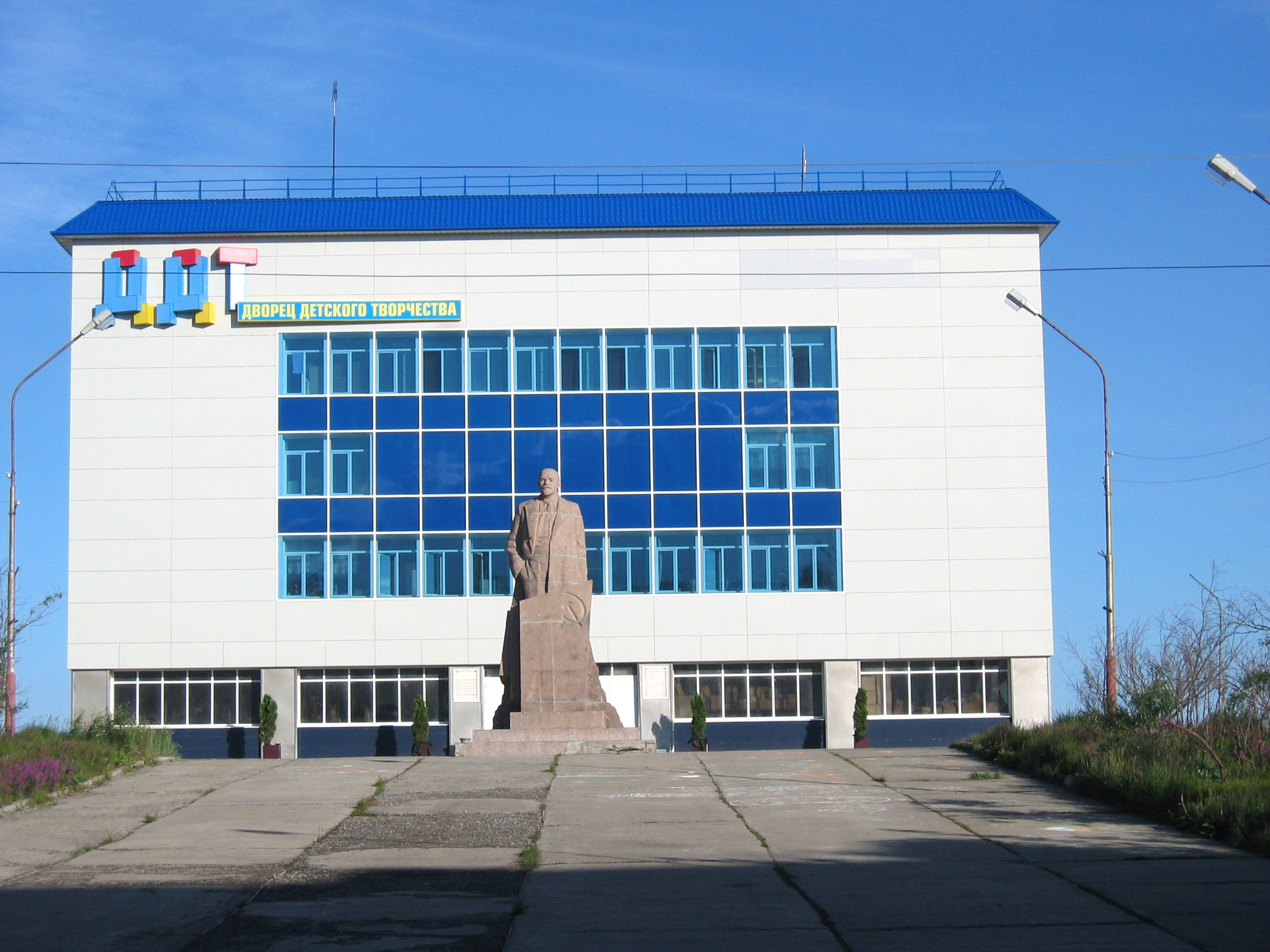
Palácio da Criatividade das Crianças
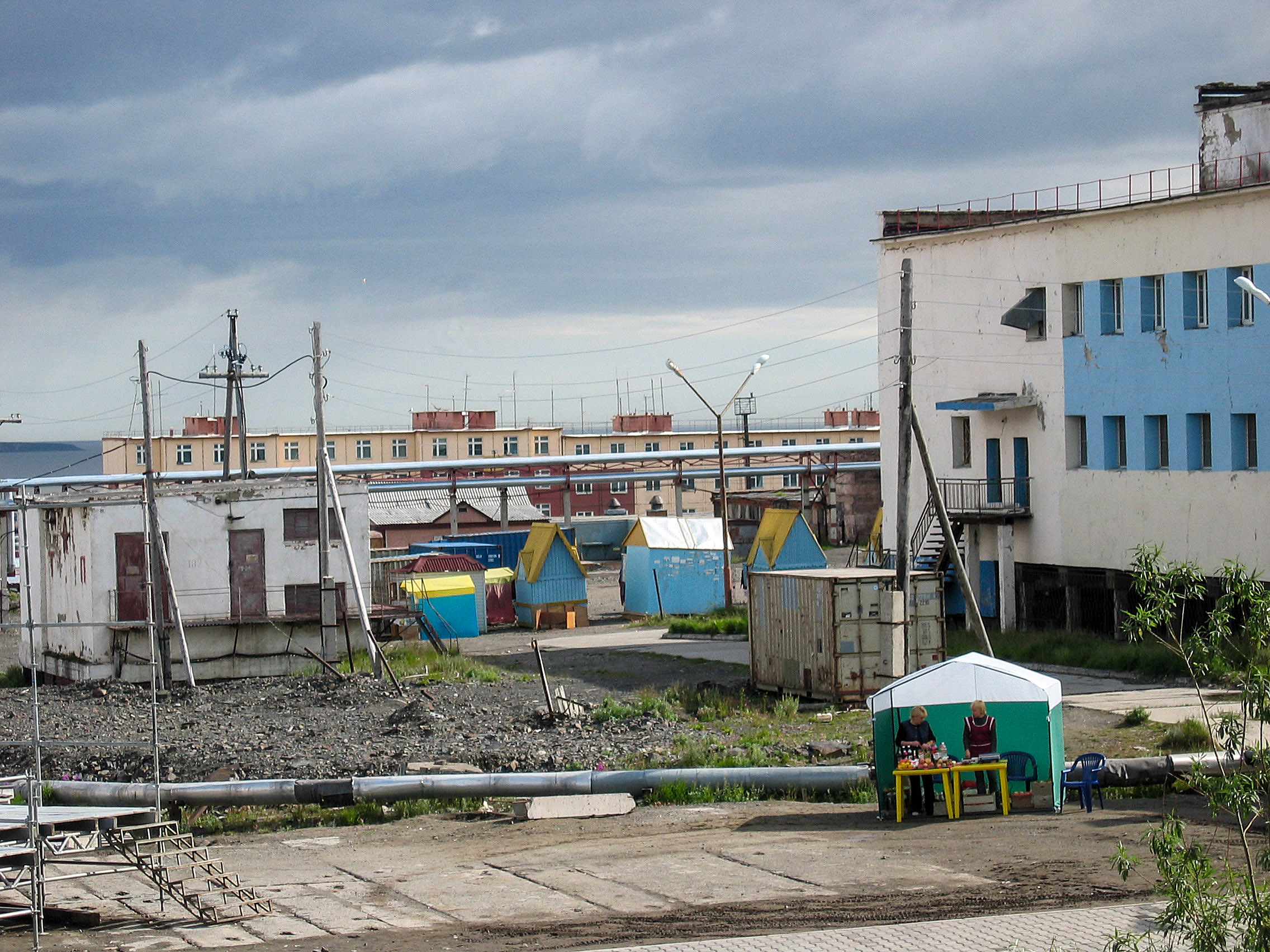
Mercado
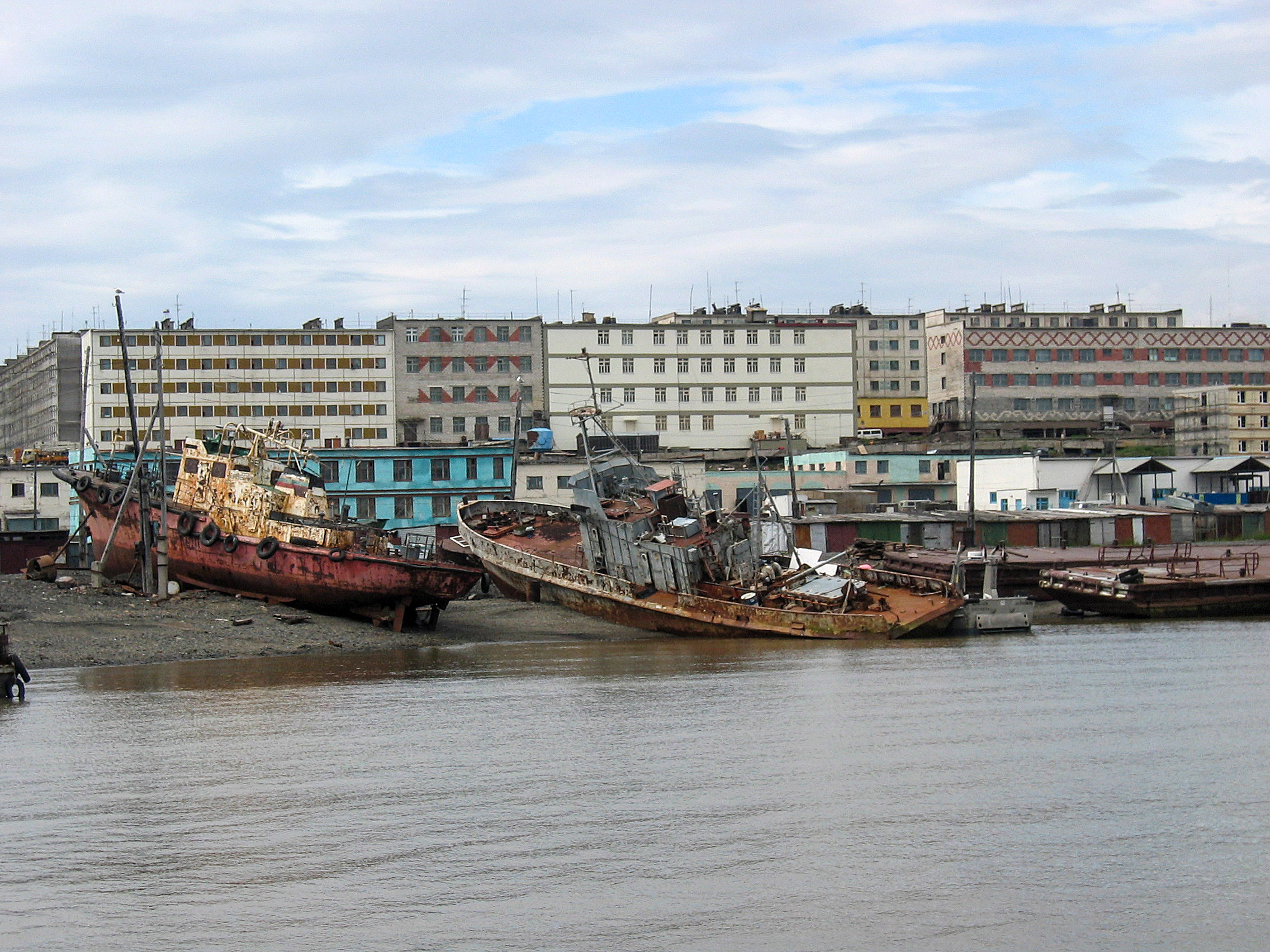
Porto de Anadyr